# Gooloogong
Gooloogong är en ort i Australien. Den ligger i kommunen Cowra och delstaten New South Wales, i den sydöstra delen av landet, omkring 260 kilometer väster om delstatshuvudstaden Sydney.
Runt Gooloogong är det mycket glesbefolkat, med 4 invånare per kvadratkilometer.. Det finns inga andra samhällen i närheten. 
Trakten runt Gooloogong består till största delen av jordbruksmark. Genomsnittlig årsnederbörd är 727 millimeter. Den regnigaste månaden är februari, med i genomsnitt 143 mm nederbörd, och den torraste är oktober, med 24 mm nederbörd.